# Stone Gon'
Stone Gon' è il secondo album del cantante statunitense Barry White, pubblicato nel 1973 dalla 20th Century Records.

## Storia
L'album fu il secondo dell'artista a raggiungere la vetta della classifica R&B. Ottenne anche il #20 della Billboard 200 e il #18 della UK Albums Chart. L'album fu un successo, e raggiunse la top ten R&B con due singoli, Never, Never Gonna Give You Up e Honey Please, Can't Ya See. Entrambe ebbero successo anche nella Billboard Hot 100, raggiungendo rispettivamente il #7 ed il #44. Never, Never Gonna Give You Up fu anche una hit nella UK Singles Chart, raggiungendo il #14.  L'album è stato rimasterizzato in digitale e ristampato su CD nel 1994 dalla Island/Mercury Records.

## Tracce
1. Girl It's True, Yes I'll Always Love You (White) - 8:36
2. Honey Please, Can't Ya See (White) - 5:11
3. You're My Baby (White) - 9:08
4. Hard to Believe That I Found You (White) - 6:59
5. Never, Never Gonna Give You Up (White) - 7:55

## Classifica
Album
| Anno | Album      | Posizione | Posizione | Posizione |
| Anno | Album      | US        | US R&B    | UK        |
| ---- | ---------- | --------- | --------- | --------- |
| 1973 | Stone Gon' | 20        | 1         | 18        |

Singoli
| Anno | Single                          | Posizione | Posizione | Posizione |
| Anno | Single                          | US        | US R&B    | UK        |
| ---- | ------------------------------- | --------- | --------- | --------- |
| 1973 | "Never, Never Gonna Give Ya Up" | 7         | 2         | 14        |
| 1974 | "Honey Please, Can't Ya See"    | 44        | 6         | —         |